# Lipolec
Lipolec (německy Lipolz) je vesnice, část města Dačice v okrese Jindřichův Hradec v Jihočeském kraji. Leží na historickém území Moravy, 5,5 kilometru západně od Dačic v nadmořské výšce 510 metrů. Situována je v Dačické sníženině v mělkém údolí Lipoleckého potoka, který se po soutoku s Volfířovským potokem vlévá z pravé strany do Moravské Dyje.

## Název
Původní jméno vesnice bylo německé Lipolds - "Lipoldova" (tj. ves), od osobního jména Lipold. Do češtiny bylo jméno přejato zprvu ve tvaru Lipolc, z nepřímých pádů (Lipolci, Lipolce) vznikl nový první pád Lipolec.

## Historie
První písemná zmínka o vesnici pochází v historických pramenech z roku 1390 (některé zdroje uvádějí rok 1399), kdy je zde uváděna fara. Od roku 1610 až do roku 1849 byl součástí dačického panství. Před třicetiletou válkou bylo v městečku Lipolci 46 usedlostí. Desátky se odváděly faře v místě a panství Dačice. Na týdenní sobotní trhy se jezdilo do Dačic. V obci byli dříve (do roku 1945) většinou obyvatelé německé národnosti. V roce 1843 žilo v obci, podle Vlastivědy moravské (vydání 2005), 401 obyvatel ve 75 domech a 101 domácnostech. V roce 1930 žilo v Lipolci 313 obyvatel.  V letech 1938 až 1945 byl Lipolec v důsledku uzavření Mnichovské dohody přičleněn k nacistickému Německu.
Lipolec byl elektrifikován v roce 1931, a to připojením na síť ZME Brno.

## Obyvatelstvo
| Rok            | 1869 | 1880 | 1890 | 1900 | 1910 | 1921 | 1930 | 1950 | 1961 | 1970 | 1980 | 1991 | 2001 | 2011 | 2021 |
| -------------- | ---- | ---- | ---- | ---- | ---- | ---- | ---- | ---- | ---- | ---- | ---- | ---- | ---- | ---- | ---- |
| Počet obyvatel | 363  | 371  | 318  | 303  | 335  | 326  | 313  | 242  | 238  | 204  | 183  | 192  | 203  | 179  | 176  |
| Počet domů     | 79   | 85   | 85   | 78   | 75   | 75   | 79   | 72   | 63   | 55   | 51   | 62   | 67   | 69   | 69   |

## Obecní správa
Při sčítání lidu v letech 1850–1976 Lipolec byl samostatnou obcí, se kterým patřil nejprve do okresu Dačice, ale od roku 1960 v okrese Jindřichův Hradec. Od 30. dubna 1976 do 31. prosince 1988 byl částí obce Markvarec v okrese Jindřichův Hradec. Od 1. ledna 1989 je částí města Dačice v okrese Jindřichův Hradec.

## Škola
Škola v Lipolci byla již v roce 1668, kdy se připomíná v historických pramenech, ale bez učitele. Po obnovení zdejší fary v roce 1736 se na škole vyučovalo, ale až doba josefínská přinesla pořádek do zdejších školských poměrů. Škola pak byla otevřena v roce 1792. Jednopatrová budova školy byla při cestě uprostřed obce postavena ve druhé polovině 19. století a měla dvě třídy a byt učitele. Po vzniku republiky byla v roce 1922 postavena nová patrová budova české menšinové školy. Po okupaci v roce 1938 zde skončila česká škola svoji činnost. Po osvobození v roce 1945 bylo obnoveno ve škole vyučování samozřejmě již pouze v českém jazyce. Pro malý počet žáků byla škola v roce 1978 zrušena a žactvo bylo převedeno do školy v Dačicích.[zdroj?]

## Pamětihodnosti
- Jednolodní kostel svatého Lamberta
- Budova barokní fary čp. 5
- Kamenný kříž z roku 1807 před kostelem
- Smírčí kámen s vytesanou sekerou a křížem při cestě do Markvarce
- Na návsi pod školou pomník rudoarmějce Vladimíra Kostjakova z roku 1972

## Galerie

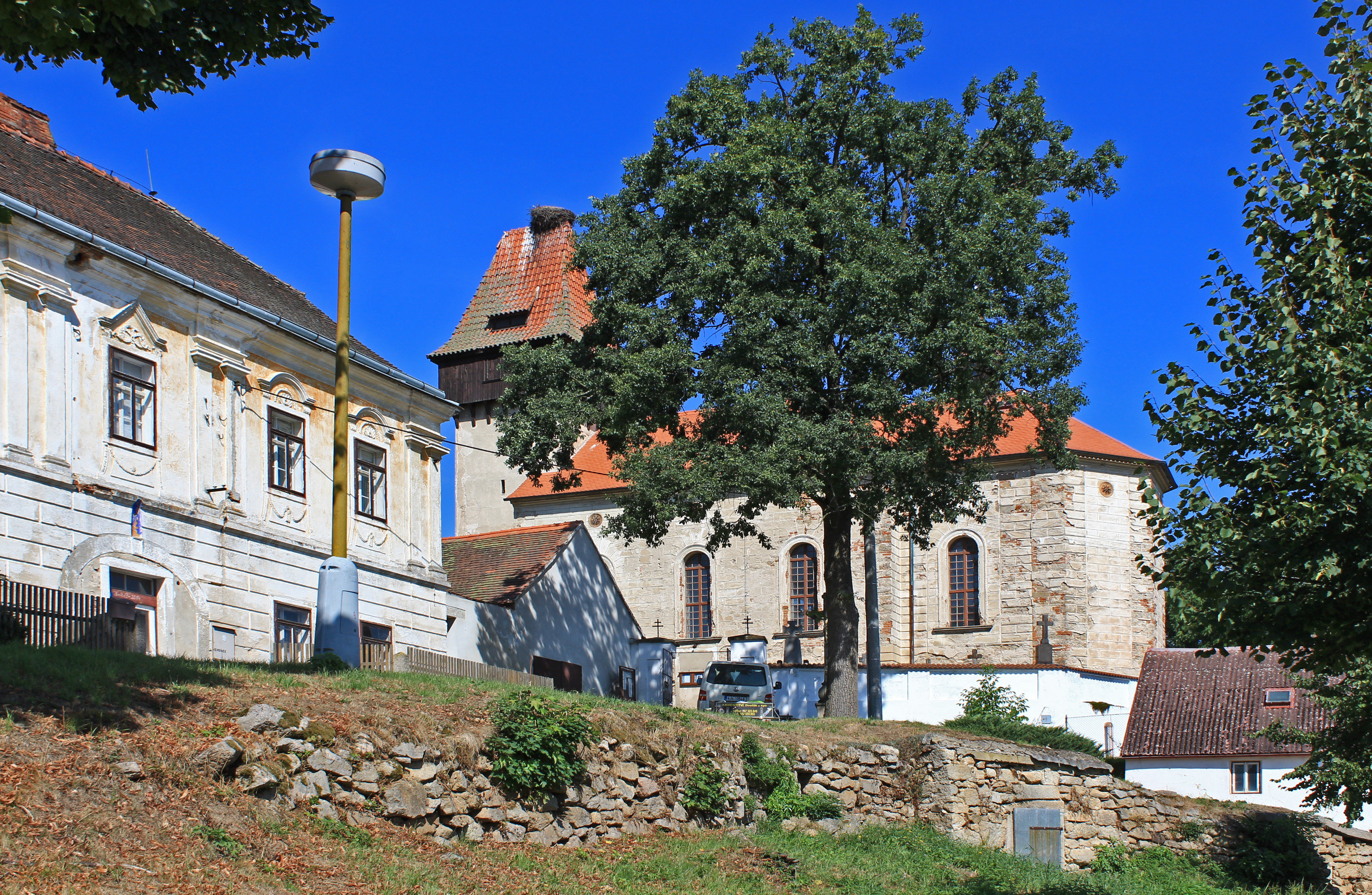
Fara a kostel
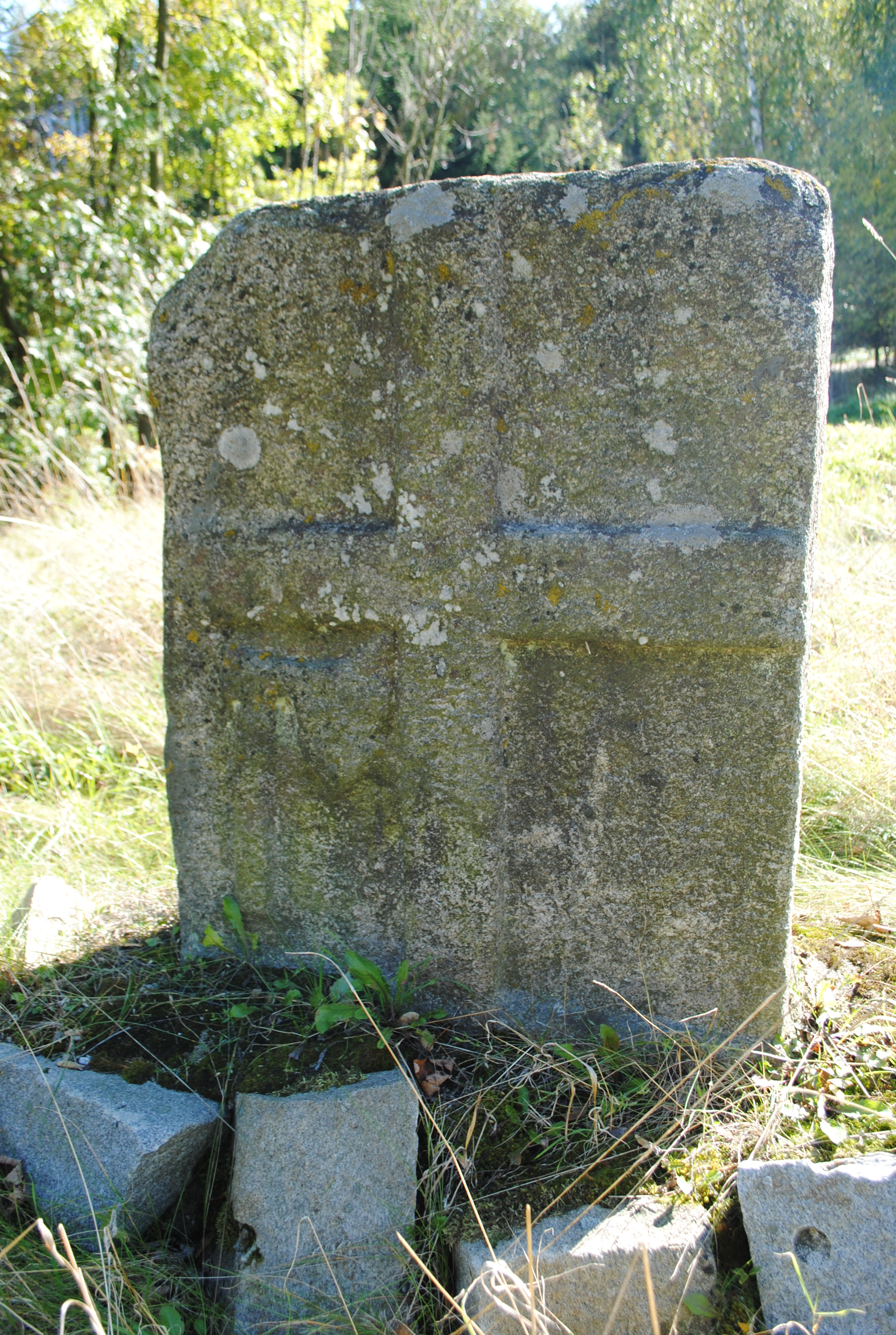
Smírčí kříž
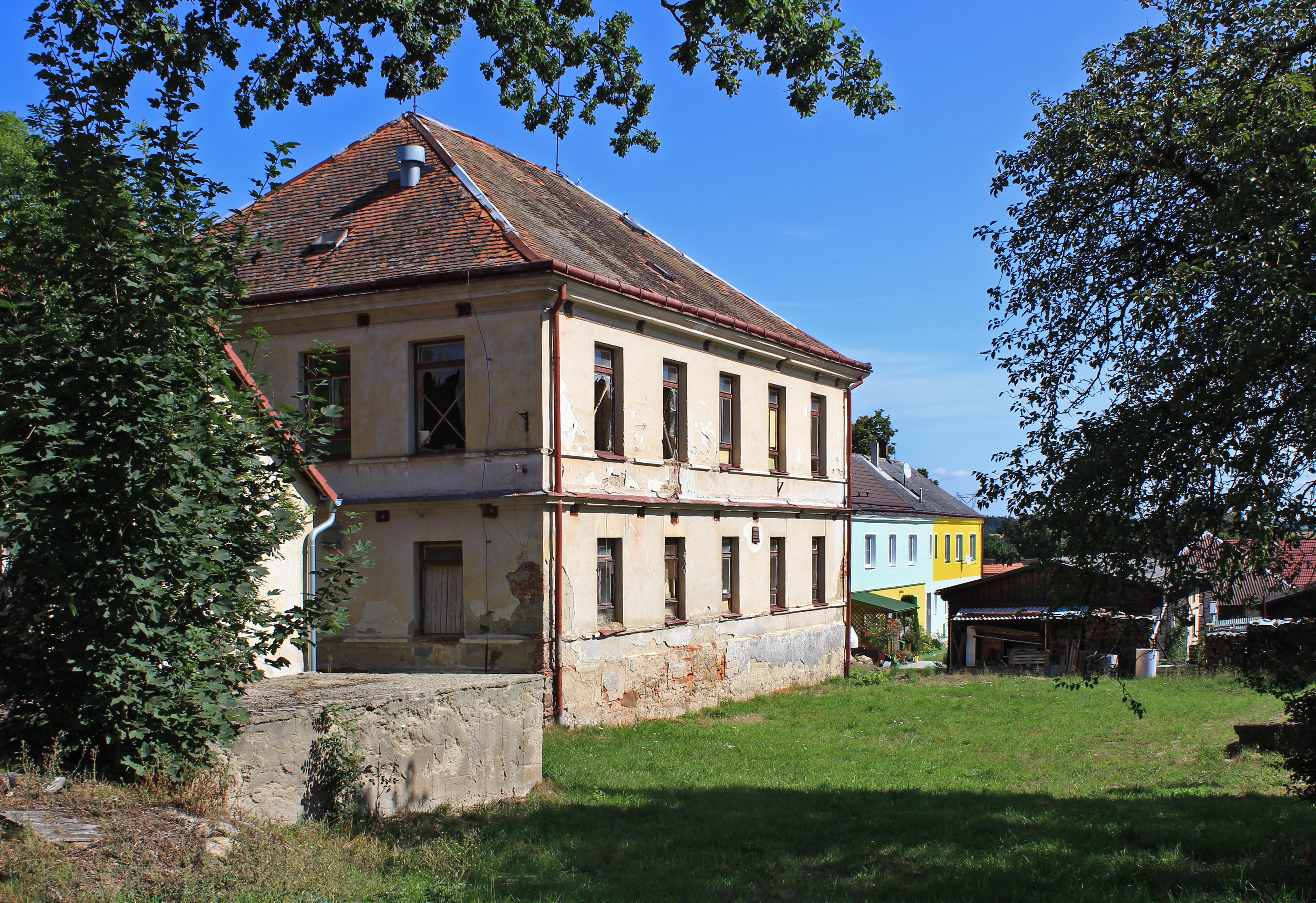
Bývalá škola
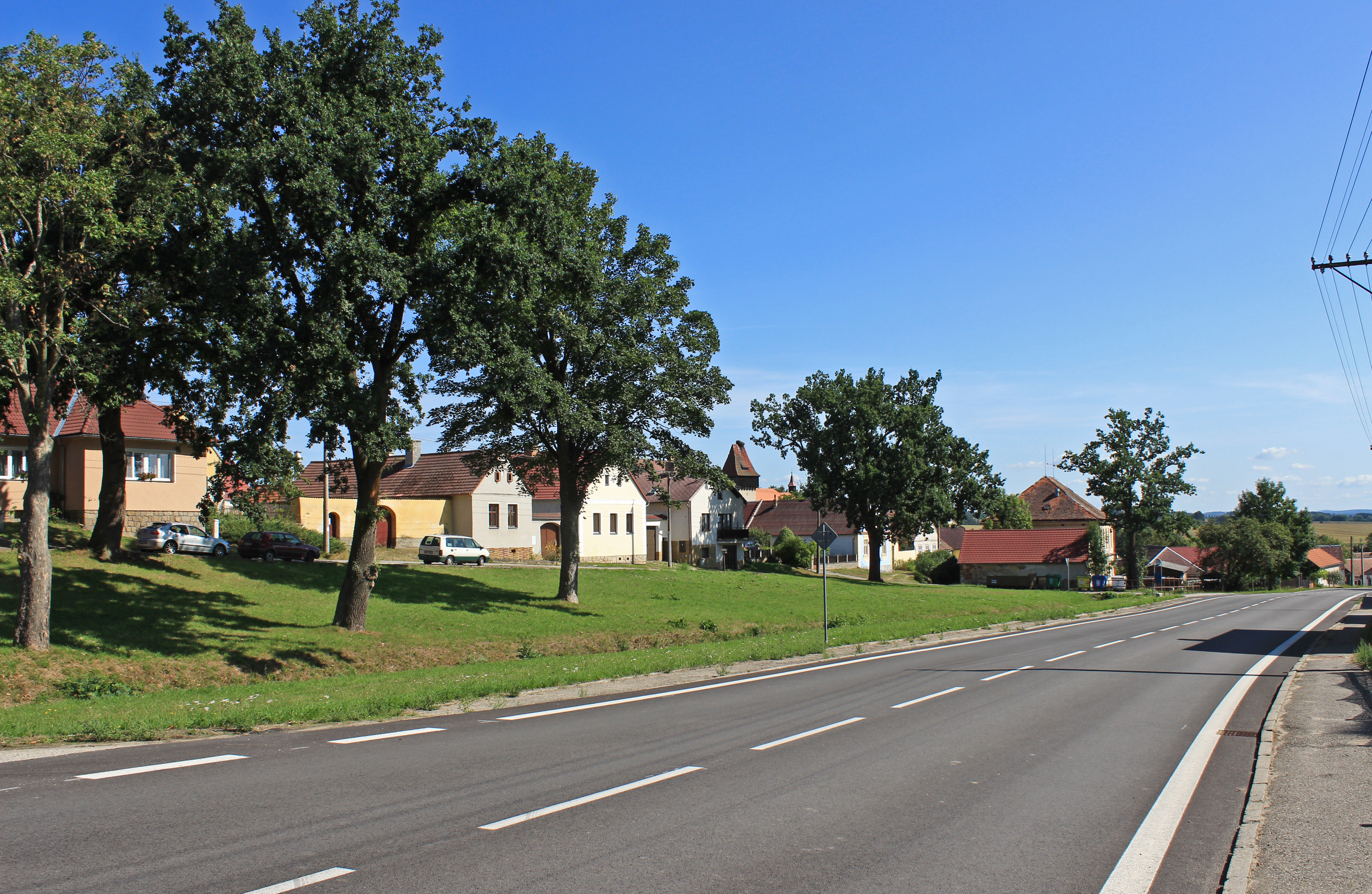
Silnice II. třídy 151